# Душан Косановић
Душан Косановић - Мудрак (Латин, код Плашког, 1. јун 1918 — Крашић, 2. јул 1944), студент, организатор устанка у Плашчанској долини, учесник Народноослободилачког рата и официр НОВЈ.

## Биографија

### Детињство и школовање
Душан Косановић рођен је 1. јуна 1918. године у Латину, општина Плашки, Аустроугарска монархија. Четири месеца по рођењу умрла му је мајка. Остао је жив захваљујући добрим сусеткама које су га дојиле заједно са својим дететом. Основну и грађанску школу завршио је у Плашком, а Трговачку поморску школу у Бакру где је дипломирао 1939. године. Ферије и школске празнике је  у родном крају,  као и родном крају мајке (општина Дубраве), где се  дружио са омладинцима и грађанима леве оријентације. Присуствовао је скуповима на којима се расправљало о претећој фашистичкој најезди, разним друштвеним питањима и потреби мењања друштвеног уређења са више правде и слободе и борби против сиромаштва.
Пошто није успео да добије запослење, одлучио се да 1939. године  упише студије на Економској школи у Загребу. Због тешког материјалног стања (ноћивао по парковима и на жељезничкој станици) одлучио је да прекине студије после годину дана. Као ђак био је упућен на одслужење војног рока у Школу за резервне официре у Марибору. У то време нашли су се многи интелектуалци леве оријентације (претежно комунисти, као Бранко Ћопић, или Перо Косорић, касније легендарни партизански и  командант у ЈНА и народни херој), који су  ширили револуционарне идеје. У таквој средини Душан Косановић је наставио да  усавршава своје револуционарне идеале, патриотизам и антифашизам, што је и доказао када се нашао на правом месту од првих дана организовања отпора против окупатора и домаћих издајника.

### Други светски рат
Напад на Краљевину Југославију затекао га је у Школи резервних официра у Марибору. Школа се повлачила према Босни. Код Мркоњић града сустигле су их немачке јединице. Многи питомци су изгинули, а неки се у групама разбежали по шумама. Душанова група је била заробљена 14. априла 1941. године. Док су Немци припремали за транспорт заробљеника, Душан је, уз помоћ једног официра Хрвата из његовог батаљона, успео да побегне. Замолио је једног сељака муслимана да замени униформу за сељачко одело, па је кренуо пешице према родном крају. Наилазио је на „Мачекову стражу“, која се ставила у службу НДХ, па је претила опасност да га ухапсе и предају Немцима, али се врло вешто сналазио и стигао у родни крај.
Обавестио се о стању у родном крају: проглашењу Независне државе Хрватске и потпуној неизвесности и несигурности становништва. Уследило је масовно  хапшење и затим  стрељање виђенијих људи, па су се многи почели склањати у Сушаку или избегну у Србију. Мушкарци од 16 година па навише ноћивали су по гајевима и долинама, јер су усташе најчешће изводиле хапшење у току ноћи. Са угледним људима био је међу првима у који је покренуо организовање отпора и заштиту народа од усташког терора у Плашчанској долини, која се налази на тромеђи Лике, Кордуна и Горског котара. Када је дознао да је суседном селу Тоболић образоване оружана устаничка група, посетио ју је и уверио се да је то био једини излаз у таквој ситуацији. Одржавајући сталну везу са Тоболићанима и Главним штабом Хрватске, који се тада налазио у суседној општини Слуњ, обилази се села, засеоке  и збегове, нарочито у северном и западном  у северозападном делу Плашчанске долине и наговара људе да прикупљају оружје и да се придруже устаницима. Превео је Тоболић једну групу која је у западном делу Плашчанске долине пружила оружани  отпор усташама после масакра у том крају првих дана августа 1941. године. Затим је повезао са Главним штабом Хрватске капетана прве класе Краљевине Југославије Данила Латаса, Гају Буњевца и Мићу Пешута, који су имали значајну улогу у Народноослободилачкој борби.
Када се из Београда у октобру 1941. године  вратио млади револуционар и комуниста Бранко Латас, Косановић је с њим наставио сарадњу на прикупљању оружја, организовања покрета отпора, од органа власти, омладине и жена, па и до резервних партизанских одреда. У почетку  је Косановић имао оштре  расправе са Латасом и шпанским борцем и комунистом Адолфом Штајнбергером због тога што је заступао идеју да се, чим гране пролеће, народ масовно дигне на устанак, уместо постепеног развоја устанка. Иако тада још није био комуниста, прихватио је идеју да се заједно са отпором изведе револуција, јер је већ тада са 23 године обликовао своје револуционарне идеале.
Био је конструктор партизанске ручне бомбе, која се састојала од комада водоводне цеви напуњене барутом и заливена олово и кратким фитиљем, тако да је експлодирала падом на циљ. Неколико дана је с овим експериментисао са једним искусним ковачем.
Да би се домогао  оружја, решио је да са још два борца сачека италијанску патролу:напали су их и отели две пушке. Почетком јануара 1942. године, када је формирана Плашчанска партизанска чета, постављен је за политичког делегата првог вода.
Када  је трећи вод партизанске Плашчанске чете у ноћ 2/3. априла 1942. године у извршио четнички пуч и на превару разоружао остала два вода и стрељао Роберта Доманија, Јеврејина, команданта Другог кордунашког одреда и артиљеријског капетана Интернационалних бригада у Шпанији, Бранка Латаса, комесара трећег батаљона, револуционаре и комунисте Стеву Чутурила, командира чете и комесара исте чете Јеврејина Адолфа Штајнбергера, студента, такође шпанског борца, јер су, наводно, били „усташки шпијуни“, Косановић је одбио позив пучиста да им се придружи и изгрдио их је као издајнике.
После једне успешне акције суседне партизанске јединице када се чета поново формирала  и наоружана, био је постављен за командира вода. Захваљујући томе што је био изузетно храбар и војнички солидно образован, брзо се прилагодио на партизански начин ратовања и био је омиљен код бораца и старешина. Убрзано је  даље напредовао, тако да је у  јуну 1942. постао командир чете, а  већ у првој половини августа исте године био је постављен на дужност опративног официра  омладинског батаљона "Јожа Влаховић", који је био у саставу Прве кордунашке ударне бригаде. У марту 1943. године био је постављен за команданта батаљона, а после неколико месеци напредовао је и постављен је начелника штаба исте бригаде. Увек је желио да његова јединица буде на правцу главног удара.

### Погибија
О Косановићу је народ спевао песму "Није мајка родила јунака као што је Душана Мудрака“. Јунаштво је показао у многим борбама. Јуначки је погинуо за своје идеале 2. априла 1944. године у борби код Крашића, у Жумберку, када се  као начелник штаба бригаде нашао у првим борбеним редовима свог омиљеног омладинског батаљона. Цео батаљон је плакао. Бригада је доживела велики губитак погибијом неустрашивог и у народу опеваног капетана Душана Мудрака. Болно је одјекнула вест у Плашчанској долини о његовој погибији. Не зна му се за гроб. На  Спомен костурници у плашчанском гробљу симболично је била постављена плочица са његовим именом која је нестала за време грађанског рата деведесетих година.
Основна школа која је саграђена после рата у Латину носила је његово име а пред школом подигнут споменик. Првих дана августа 1995. године припадници Хрватске војске уништили су споменик и разбили плочу на зиду школе.